# Kaiserliches Menologium
Als Kaiserliches Menologium (mittelgriechisch Αυτοκρατορικό Μηνολόγιο) bezeichnet man eine byzantinische Sammlung von Heiligenleben (Vitae). Der Name beruht darauf, dass sich am Ende jeder Biographie ein Gebet für das Wohlergehen des regierenden Kaisers befindet. Gemeint ist höchstwahrscheinlich Kaiser Michael IV. von Byzanz (1034–1041). Das Menologium bestand ursprünglich aus zwei Mal 365 Viten, also je zwei für jeden Tag des Jahres. Erhalten sind rund 200 solcher Texte. Sie zeichnen sich durch mäßige Länge und gehobenen Sprachstil aus. Einige Handschriften des Menologiums sind illuminierte Luxusanfertigungen.